# Barba (balena)

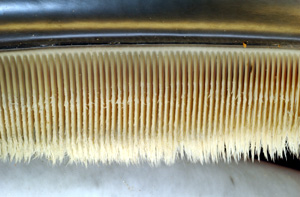
Fotografia de barbes de balena

Les barbes són unes làmines còrnies presents a la boca d'alguns tipus de balenes. Serveixen per a filtrar l'aigua de la boca retenint el zooplàncton (petits animals de què es nodreixen els cetacis). Les barbes es componen d'una substància feta de ceratina que els proporciona una certa elasticitat. Les barbes són derivats d'una modificació de l'epidermis, i també contenen petits percentatges d'un mineral ossi, l'hidroxilapatita, amb traces de manganès, coure, bor, ferro i calci. Les barbes estan organitzades en dues fileres paral·leles, semblants a les pues de les pintes de cabell; estan fixades a la maxil·la superior de la balena. Segons l'espècie de balena, les barbes poden mesurar entre 0,5 i 3,5 metres de llarg. Les barbes són més amples a la part propera a les genives. Les barbes han estat utilitzades pels humans, entre altres coses, per construir fuets per cavalls, els pals dels para-sols, o per fer més rígides algunes parts de vestits femenins, com les cotilles. Actualment, l'ús d'aquest material ha estat substituït pel plàstic.